# Deilephila virgata
Deilephila virgata är en fjärilsart som beskrevs av Tutt 1904. Deilephila virgata ingår i släktet Deilephila och familjen svärmare. Inga underarter finns listade i Catalogue of Life.